# اوری: حمله جراحی
اوری: حمله جراحی (به هندی: Uri: The Surgical Strike) فیلمی محصول سال ۲۰۱۹ و به کارگردانی آدیتیا دار است. در این فیلم بازیگرانی همچون ویکی کائوشال، پارش راوال، یامی گوتام، مهیت راینا، کریتی کولهاری، راجیت کاپور و رخسار رحمان ایفای نقش کرده‌اند.